# きみとバンド
きみとバンドは、日本のガールズバンドである。2020年に愛媛県で結成された。所属事務所はタイム。

## メンバー

### 現メンバー
詳細は各項目を参照。
- 大野真依（おおの まい）
  - ドラムス・コーラス（リーダー）
- 清原梨央（きよはら りお）
  - ギター・ボーカル
- 森田理紗子（もりた りさこ） 
  - ギター・ボーカル（2022年- ）
- ゆきたん
  - ベース

### 元メンバー
- 大野ひまり
  - YouTuber （限界カップル）

## 経歴
2020年（令和2年）
3月23日、大野姉妹with清原梨央(仮)の仮称で、デビューワンマンライブ開催予定が新型コロナウイルス感染拡大の影響により4度延期。
5月10日、デビューシングル「スローモーション」「オレンジ色の世界」「へっちゃらなのだ」をリリース。
8月15日、デビューライブ（東京下北沢Garden・500枚即日完売）。7都市をワンマンデビューツアーで周った。地元愛媛で行われたツアーファイナルで47都道府県ワンマンツアーを発表、コロナ禍の中感染者ゼロで完走した。
11月3日、2ndシングル「恋のモンスター」「はなればなれ」「きみとふたり」をリリース。
2021年（令和3年）
2月27日、初配信シングル「∞yaken」リリース。
8月15日、1stアルバム「きみとバンドの1」をリリース。アルバムレコ発ツアーのサポートとして、音楽プロデューサーの古城康行と福井県出身のシンガーソングライター森田理紗子が参加。
2022年（令和4年）
1月11日、公式Twitterにて、同月末をもって、大野ひまりの卒業を発表。
1月29日、レコ発ツアー愛媛ファイナルにて、森田理紗子が正式にメンバーとして加入を発表。
3月6日、新体制ツアー開始。5月までに全国7ヶ所で開催。
5月28日、ツアーファイナルで同年8月20日Zepp Hanedaでのワンマンライブ開催を発表。
4月9日、シングル「with.」リリース。
8月20日、Zepp Hanedaでワンマンライブ。
2023年（令和5年）
3月18日、浅草公会堂で初のホールライブ「〜Road to BUDOKAN 第一章〜」開催。アルバム「kimiban」リリース。
5月28日、全国ツアー「kimiban tour 2023」を全国7ヶ所で開催。
12月10日、「～ROAD to BUDOKAN 第二章～」となるワンマンライブ「LAST and START〜ROAD to BUDOKAN 2nd SEASON」をメルパルクホール大阪で開催。ニューシングル『LAST and START』をリリース。
2024年（令和6年）
2月23日、初の海外公演　台湾フェス「IDOLidge×TIS」に出演。
3月10日、「～ROAD to BUDOKAN 第三章～」となるワンマンライブ「きみとバンド Zepp tour WEST 2024」 をZeppOsakaBayside・ZeppFukuoka の2カ所で開催。
4月27日、2.5次元ガールズバンド　kimi to band ～Overseas edition～ を始動。コンセプトは「アニメから出てきた美少女達」としてアニソンカバーで世界に展開。同日、第26回咸臨丸フェスティバルに出演。
8月3日、ニューシングル『Thanks.』をリリース。
8月4日、「～ROAD to BUDOKAN 第四章～」となるワンマンライブ「レコ発＆4th anniversary ツアー」を全国6ヶ所で開催。
9月14日、福井県にて「オトノヒ OUTDOOR MUSIC FESTIVAL」 に出演。
9月27日、STARRZ TOKYO に出演。
9月28日、赤羽ReNY alphaで行われたのライブで、Zepp全国ツアー2025の開催が発表。
10月3日、ベースのゆきたんが体調不良にて活動休止。
10月5日、きみとバンド初主催イベント　SSCシェアハピFES 2024 「Kimiban Fes 池袋」を開催。
11月24日、えひめ・まつやま産業まつり すごいもの博2024　に出演。
12月10日、ニューシングル「LAST and START」をリリース。
2025年（令和7年）
1月19日、DREAM MATCH 2025 IN KAGAWA の公式アンバサダーに就任。
3月1日、ZEPHYREN Presents A.V.E.S.T project vol.18　に出演。
3月10日　ベースのゆきたんが158日振りに復帰。

## 出演

### ラジオ
- KTBとBKBのきみとラジオ（2022年10月 - レインボータウンFM）- メインパーソナリティ[8]
- きみとバイク～裏きみとラジオ～ （2023年4月22日 - レインボータウンFM） - バイク川崎バイクと共にメインパーソナリティを務める[9]
- きみとバンド 大野真依の「あま〜いはなし」（2024年11月6日 -  毎週水曜日→※2025年3月から毎月第1・第3水曜日の月2回の放送に変更 19:00 - 19:30 LOVE FM）
- ですよ。と清原梨央のラジオなのに「あ～い、とぅいまてぇ～ん」（2025年2月16日 - 毎月第3日曜日 21:00 - 21:30 レインボータウンFM）- ですよ。と共にメインパーソナリティーを務める。

## ディスコグラフィ

### シングル
|                     | 発売日              | タイトル            | 規格                | 規格品番            | 収録アルバム        | 最高位              | 備考                |
| レーベル hillsstyle | レーベル hillsstyle | レーベル hillsstyle | レーベル hillsstyle | レーベル hillsstyle | レーベル hillsstyle | レーベル hillsstyle | レーベル hillsstyle |
| ------------------- | ------------------- | ------------------- | ------------------- | ------------------- | ------------------- | ------------------- | ------------------- |
| 1st                 | 2020年05月10日      | スローモーション    | CD                  | ・                  | ・                  | --位                | ・                  |
| 1st                 | 2020年05月10日      | スローモーション    | ・                  | ・                  | ・                  | --位                | ・                  |
| 1st                 | 2020年05月10日      | オレンジ色の世界    | CD                  | ・                  | きみとバンドの1     | --位                | ・                  |
| 1st                 | 2020年05月10日      | オレンジ色の世界    | ・                  | ・                  | きみとバンドの1     | --位                | ・                  |
| 1st                 | 2020年05月10日      | へっちゃらなのだ    | CD                  | ・                  | ・                  | --位                | ・                  |
| 1st                 | 2020年05月10日      | へっちゃらなのだ    | ・                  | ・                  | ・                  | --位                | ・                  |
| 2nd                 | 2020年11月03日      | 恋のモンスター      | CD                  | ・                  | きみとバンドの1     | --位                | ・                  |
| 2nd                 | 2020年11月03日      | 恋のモンスター      | ・                  | ・                  | きみとバンドの1     | --位                | ・                  |
| 2nd                 | 2020年11月03日      | 恋のモンスター      | CD                  | ・                  | ・                  | --位                | ・                  |
| 2nd                 | 2020年11月03日      | 恋のモンスター      | ・                  | ・                  | ・                  | --位                | ・                  |
| 2nd                 | 2020年11月03日      | 恋のモンスター      | CD                  | ・                  | ・                  | --位                | ・                  |
| 2nd                 | 2020年11月03日      | 恋のモンスター      | ・                  | ・                  | ・                  | --位                | ・                  |
| 3rd                 | 2021年02月27日      | ∞YAKEN              | CD                  | ・                  | きみとバンドの1     | --位                | ・                  |
| 3rd                 | 2021年02月27日      | ∞YAKEN              | ・                  | ・                  | きみとバンドの1     | --位                | ・                  |
| 4th                 |                     | 東温ラブストーリー  |                     |                     |                     |                     |                     |

### アルバム
|                     | 発売日              | タイトル            | 規格                | 最高位              | 備考 |
| レーベル hillsstyle | レーベル hillsstyle | レーベル hillsstyle | レーベル hillsstyle | レーベル hillsstyle | レーベル hillsstyle |
| ------------------- | ------------------- | ------------------- | ------------------- | ------------------- | --- |
| 1st                 | 2021年8月15日       | きみとバンドの1     | CD                  | 10位                | 特記以外作詞・作曲・編曲：古城康行 1. きみとバンド 2. 恋のモンスター作詞：大野真依 3. amulet 4. レリビ☆ 作詞：大野真依 5. スタートライン 作詞：大野真依 6. オレンジ色の世界 作詞：清原梨央 7. rosemary 作詞：清原梨央・古城康行 8. ∞YAKEN 9. rebirth 10. 歌にのせて 作詞：大野ひまり                             |
| 1st                 | 2021年8月15日       | きみとバンドの1     | KMTB-0001           | 10位                | ・通常盤・初回限定のメンバー毎の3バージョン |
| 2nd                 | 2022年4月9日        | with.               | CD                  |                     | 1. シャボン玉 2. きみが好き 3. 春風問答 |
| 3rd                 | 2023年3月18日       | kimiban             | CD                  |                     | 新体制にて再録 1. きみとバンド 2. スローモーション 3. はなればなれ 4. さよならリフレイン 5. amulet 6. スタートライン 7. オレンジ色の世界 8. きみとふたり 9. rosemary 10. レリビ☆ 11. 恋のモンスター 12. ∞YAKEN 13. 蝉しぐれ 14. あの場所へ 15. 東温ラブストーリー 16. rebirth 17. 歌にのせて 18. amulet 真依Ver. |
| 4th                 | 2023年12月10日      | LASTandSTART        | CD                  |                     | 1. ユメコイ 作詞：大野真依 作曲：古城康行 2. spicy 作詞：清原梨央 作曲：古城康行 3. つよがり 作詞：森田理紗子 作曲：古城康行 |
| 5th                 | 2024年8月3日        | thanks.             | CD                  |                     | 1. So hight！ 作詞・作曲：古城康行 2. Midnight scream 作詞・作曲：古城康行 3. こいごころ 作詞：森田理紗子 作曲：古城康行 |
| 6th                 | 2025年              |                     | CD                  |                     | |